# Aéroport de Fès-Saïss
L'aéroport de Fès-Saïss (code IATA : FEZ • code OACI : GMFF) est un aéroport international situé à environ 15 km au sud de Fès, et 50 km de Meknès au Maroc. Il est géré par l'Office national des aéroports. En 2019, l'aéroport a enregistré le passage de 1 417 881 passagers.

## Infrastructures et équipements

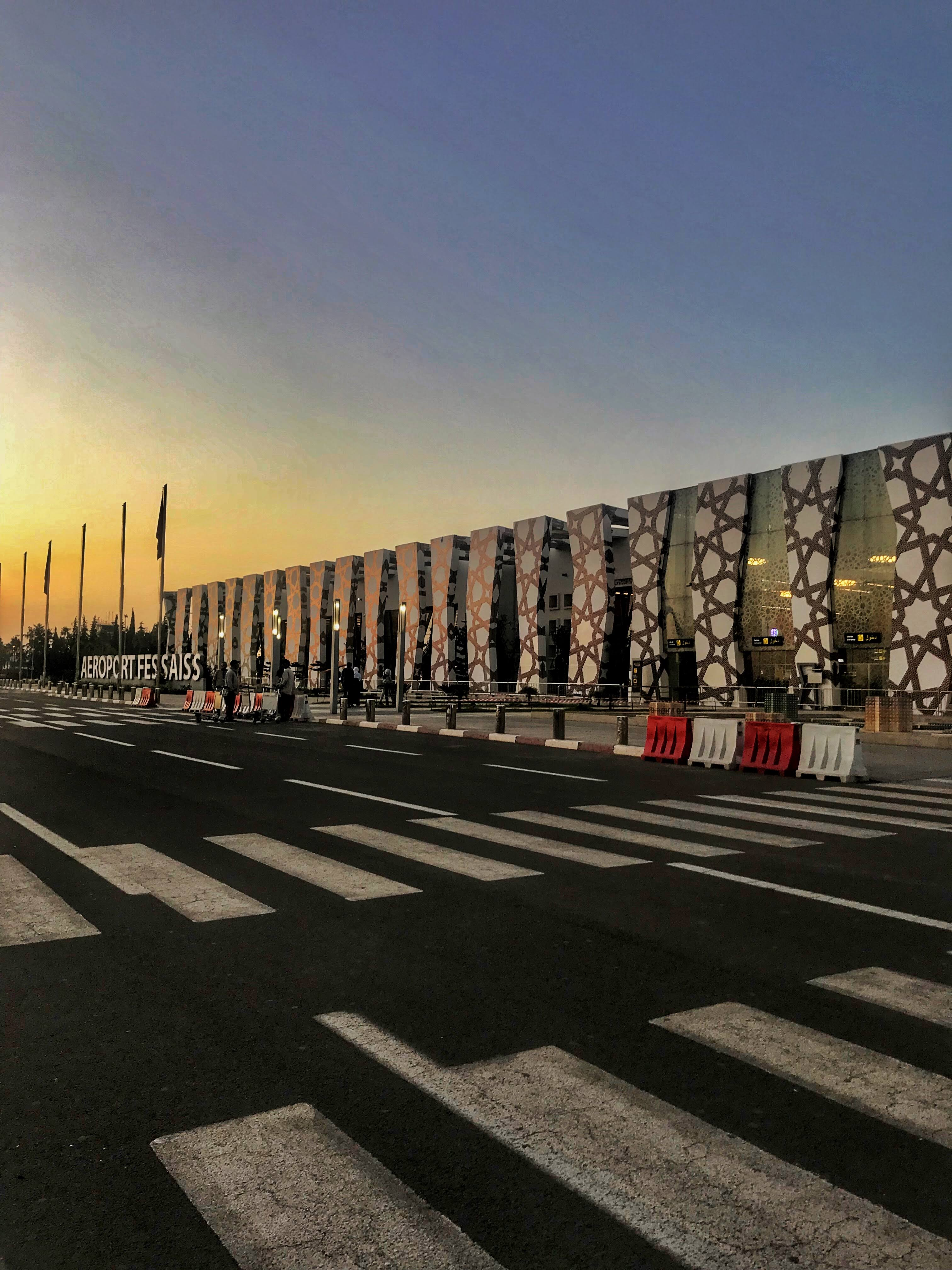
Abords de l'aéroport, le matin.

L'aéroport dispose de deux terminaux : le premier traite les vols nationaux et le deuxième traite les vols internationaux avec une superficie globale d'environ 5 600 m2 et d'une capacité nominale de 500 000 passagers par an.
Le second terminal, d'une superficie d'environ 17 000 m2 et qui permet de porter la capacité de l'aéroport à 2,5 millions de passagers par an, est actuellement fonctionnel . Sa mise en service était annoncée pour septembre 2014, puis repoussée à mars 2015,. En juin 2017, le nouveau terminal a été inauguré par le roi Mohamed VI.
Ce dernier comporte aussi un aéroclub (Aéroclub Royal de Fès) qui propose la Formation de Pilotes Privés (PPL), et offre également des baptêmes de l'air et des vols d'initiation.

## Situation

### Carte des aéroports du Maroc
| \| 100 km1:10 004 000 \| Ouezzane Agadir Al Hoceima Meknès Béni Mellal Bouarfa Casablanca-Tit Mellil Casablanca-Mohammed V Errachidia Essaouira Fès Guelmim Ifrane Kénitra Khouribga Marrakech Nador Ouarzazate Oujda Rabat-Salé Tanger Zagora Tan-Tan Tarfaya Tétouan Benslimane Sidi Slimane Inezgane Ben Guerir Taroudant Taza |
| 100 km1:10 004 000 |

## Trafic
L'aéroport de Fès enregistre, depuis le début des années 2000, une très forte croissance et a vu évoluer son trafic de 128 778 passagers annuels en 2003 à un record de 1 417 881 passagers en 2019.

### En graphique
Pour des raisons techniques, il est temporairement impossible d'afficher le graphique qui aurait dû être présenté ici.

Voir la requête brute et les sources sur Wikidata.

### En tableau
| 2003              | 2004              | 2005              | 2006             | 2007              | 2008              | 2009              | 2010              | 2011             | 2012              | 2013              | 2014            | 2015              | 2016             | 2017            | 2018              | 2019            |
| ----------------- | ----------------- | ----------------- | ---------------- | ----------------- | ----------------- | ----------------- | ----------------- | ---------------- | ----------------- | ----------------- | --------------- | ----------------- | ---------------- | --------------- | ----------------- | --------------- |
| 128 778 · 13,92 % | 189 027 · 46,79 % | 222 522 · 17,72 % | 228 399 · 2,64 % | 333 929 · 46,20 % | 409 260 · 30,06 % | 530 432 · 28,81 % | 743 018 · 40,08 % | 792 611 · 7,43 % | 654 691 · 17,40 % | 790 785 · 20,79 % | 791 564 · 0,1 % | 886 525 · 12,00 % | 892 974 · 0,73 % | 1115 595 24,93% | 1309 481 17,33% · | 1 417 881 8,22% |

## Compagnies et destinations
| Compagnies              | Destinations |
| ----------------------- | --- |
| Air Arabia Maroc        | - Agadir-Al Massira, - Amsterdam, - Barcelone-El Prat, - Bordeaux-Mérignac, - Bruxelles-National, - Istanbul, - Lyon-Saint-Exupéry, - Marrakech-Ménara, - Marseille-Provence, - Montpellier-Méditerranée, - Nice-Côte d'Azur, - Paris-Charles de Gaulle, - Strasbourg, - Weeze |
| Binter Canarias         | En saison : Las Palmas/Gran Canaria |
| Royal Air Maroc         | Paris-Orly |
| Royal Air Maroc Express | Casablanca-Mohammed-V |
| Ryanair                 | - Alicante-Elche, - Barcelone-El Prat, - Bergame-Orio al Serio, - Bologne-Borgo Panigale, - Charleroi Bruxelles-Sud, - Clermont-Ferrand, - Dole-Jura, - Eindhoven, - Francfort-Hahn, - Karlsruhe/Baden-Baden, - Londres-Stansted, - Madrid-Barajas, - Malaga-Costa del Sol, - Marseille-Provence, - Nantes-Atlantique, - Nîmes-Garons, - Palma de Majorque, - Rome - G. B. Pastine (Ciampino), - Toulouse-Blagnac, - Trévise-Sant'Angelo, - Valence - Weeze |
| Transavia               | Rotterdam-La Haye |
| Transavia France        | Lyon-Saint-Exupéry, Paris-Orly |
| TUI fly Belgium         | Bruxelles-National |

Édité le 31/01/2020  Actualisé le 2/08/2023

## Accès
L'aéroport est relié au réseau routier via la N8  ainsi que l'autoroute A2 (Rabat - Oujda). 
Une navette d'omnibus offre une liaison en transports en commun entre l'aéroport et la gare de Fès-Ville (30 dirhams/personne). Des taxis sont également disponibles (150 dirhams).